# كارل آجي هانسن
كارل آجي هانسن (بالدنماركية: Karl Aage Hansen)‏ (4 يوليو 1921 في الدنمارك - 23 نوفمبر 1990 في الدنمارك) هو لاعب كرة يد ولاعب كرة قدم دانمركي في مركز الوسط، شارك في الألعاب الأولمبية الصيفية 1948. وشارك مع منتخب الدنمارك لكرة القدم. أما مع النوادي، فقد لعب مع أتالانتا ونادي سامبدوريا ونادي كاتانيا وهدرسفيلد تاون ويوفنتوس وAkademisk Boldklub ‏ وKFUMs Boldklub København ‏.

## مسيرته الكروية
لعب كارل آجي هانسن خلال مسيرته الاحترافية مع 6 أندية في ستة عشر موسمًا وسجل خلالها 67 هدفًا ضمن 247 مباراة. ولم يفز بأي موسم بالكأس وفاز في أربعة مواسم بالدوري.
خاض كارل آجي هانسن مسيرته مع نادي أوبه في موسم 1941–42 ليلعب معه سبعة مواسم، لم يشارك في أي مباراة ولم يسجل أي هدف. ثم انتقل إلى نادي هدرسفيلد تاون في موسم 1948–49 لمدة موسم واحد، حيث شارك في 15 مباراة سجل خلالها هدفين. لينتقل بعدها إلى نادي أتالانتا في موسم 1949–50 لمدة موسم واحد، مشاركًا في 37 مباراة سجل خلالها 18 هدفًا. ثم انتقل إلى نادي يوفنتوس في موسم 1950–51 واستمر معه طيلة ثلاثة مواسم، مشاركًا في 87 مباراة سجل خلالها 37 هدفًا. هذا وانتقل لاحقًا إلى نادي سامبدوريا في موسم 1953–54 لمدة موسم واحد، مشاركًا في 29 مباراة سجل خلالها 3 أهداف. ثم انتقل بعدها إلى نادي كاتانيا في موسم 1954–55 واستمر معه طيلة ثلاثة مواسم، مشاركًا في 79 مباراة سجل خلالها 7 أهداف.

## وصلات خارجية
- كارل آجي هانسن على موقع الاتحاد الدولي (مؤرشف)  (الإنجليزية)
- كارل آجي هانسن على موقع قاعدة بيانات كرة القدم.إي يو (الإنجليزية)
- كارل آجي هانسن على موقع ناشيونال فوتبول تيمز (الإنجليزية)
- كارل آجي هانسن على موقع عالم كرة القدم.نت (الإنجليزية)
- كارل آجي هانسن على موقع أوليمبيديا (الإنجليزية)